# 4-etiloctano
El 4-etiloctano es un alcano de cadena ramificada con fórmula molecular C10H22.